# Maersk Air Cargo
Maersk Air Cargo A/S, in precedenza Star Air A/S è una compagnia aerea cargo tutto-merci, appartenente al gruppo danese Maersk. Molti degli aerei della sua flotta sono sotto contratto con United Parcel Service (UPS) e operano dall'aeroporto di Colonia-Bonn, Germania, e dall'aeroporto delle Midlands Orientali, Regno Unito. Maersk Air Cargo ha sede a Dragør, Danimarca, presso la sede dell'aeroporto di Copenaghen.
La compagnia è stata fondata nel 1987 con l'acquisto di tre Fokker 27, in seguito diventati quattro. Questi sono stati utilizzati per il trasporto sia di passeggeri che di merci. Uno è stato coinvolto in un incidente mortale nel 1988. Star Air si è assicurata un accordo con UPS nel 1993, che le ha permesso di iniziare le operazioni da Colonia-Bonn con i Boeing 727. Star Air è diventata una sussidiaria dell'ormai defunta Maersk Air nel 1993. I Fokker sono stati ritirati nel 1996, dopo di che la compagnia ha volato esclusivamente per UPS. I Boeing 757 sono stati introdotti nel 2001. Dal 2005 al 2006 Star Air ha sostituito l'intera flotta, introducendo gli attuali 767. Nel frattempo, Maersk Air è stata venduta a Sterling Airlines e la proprietà è tornata al gruppo Maersk. Nel 2013, la compagnia ha registrato un fatturato di 813 milioni di DKK e un utile netto di 69 milioni di DKK. Al 2021, impiega più di 130 piloti, 40 meccanici e 40 impiegati amministrativi.

## Storia

### I primi anni

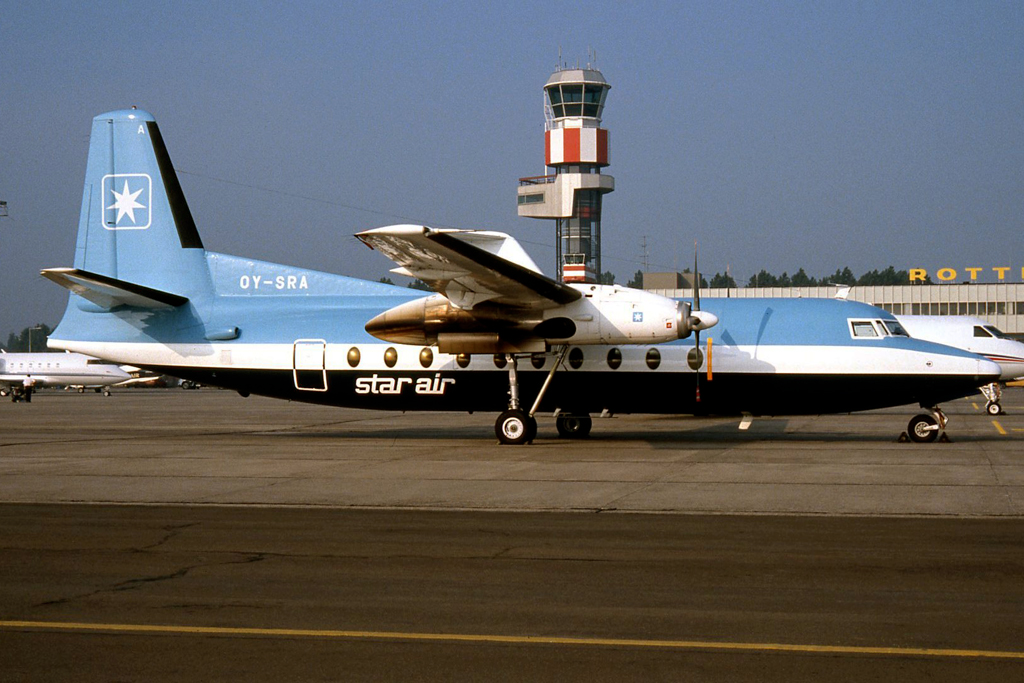
Uno dei primi Fokker F27 della compagnia.

Il Gruppo Maersk entrò nel settore del trasporto aereo alla fondazione di Maersk Air nel 1979. La compagnia iniziò le operazioni con tre Fokker F27, dotati di porte di carico per una facile conversione in configurazione cargo. Oriental Air Transport Services, una società di movimentazione merci con sede a Kastrup, venne acquistata nel 1971. Maersk Air mirava ad acquistare un Boeing 747, ma le restrizioni sul trasporto merci causarono l'abbandono di questi piani.

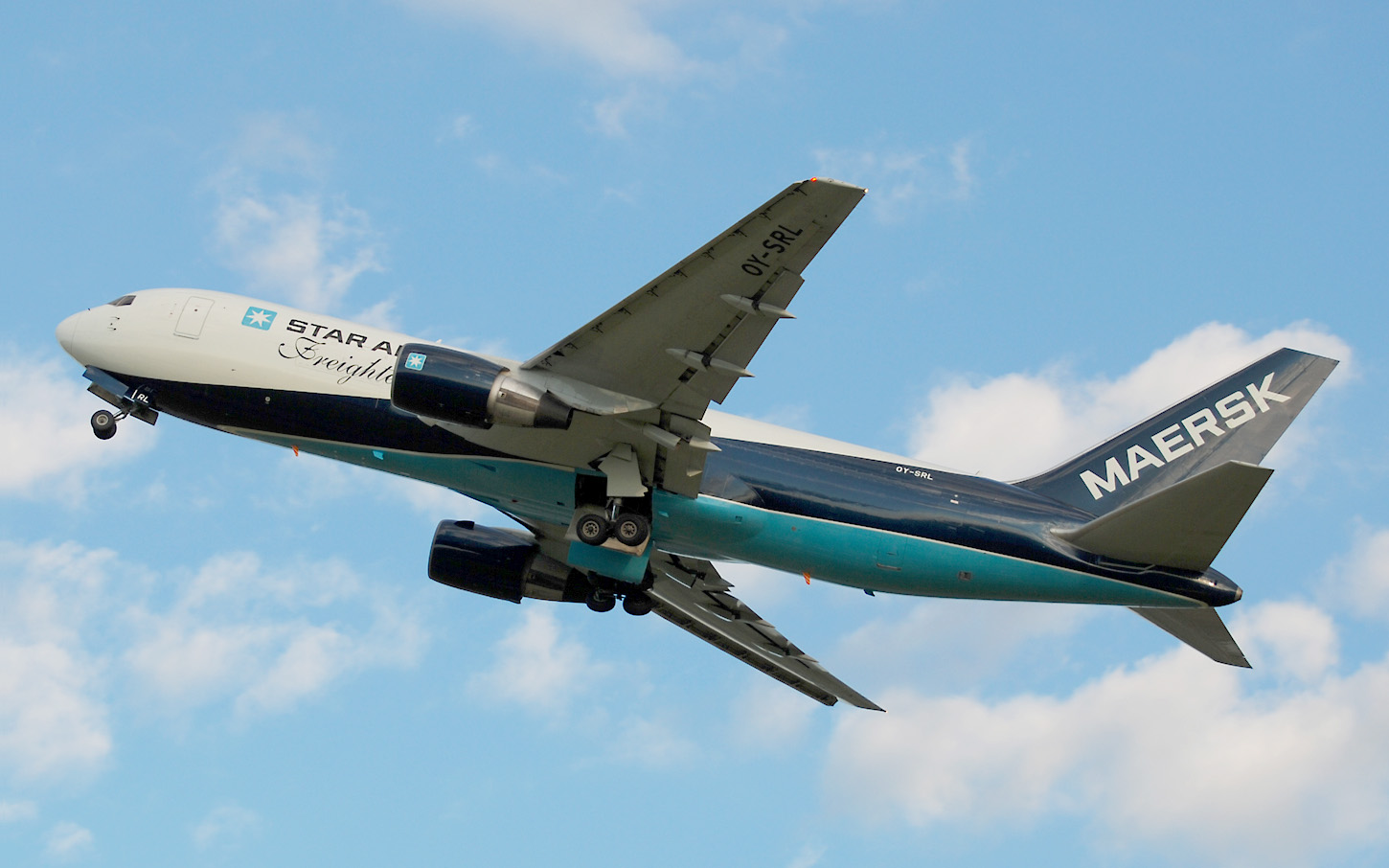
Un Boeing 767 nella precedente livrea.

Fino al 1987 le regole in Danimarca consentivano solo a SAS di operare voli charter per il trasporto di merci. L'unica eccezione era se l'intera spedizione aveva un unico mittente e destinatario. Ciò rendeva antieconomico il riempimento di un intero aereo cargo e portò Maersk ad abbandonare i suoi piani. Maersk Air Cargo venne fondata nel 1982, agendo come divisione cargo. A causa dei regolamenti, si occupava solamente di assistenza a terra per le compagnie aeree d'oltremare, la più grande delle quali Cathay Pacific.
Quando la deregolamentazione entrò in vigore nel 1987, il Gruppo Maersk fondò immediatamente Star Air come sussidiaria interamente controllata. Costituita il 1º settembre 1987, acquisì un hangar esistente nel settore sud dell'aeroporto di Copenaghen. Le strutture a terra, un'organizzazione e un certificato di operatore aereo furono acquisiti tramite l'acquisto di Alkair.

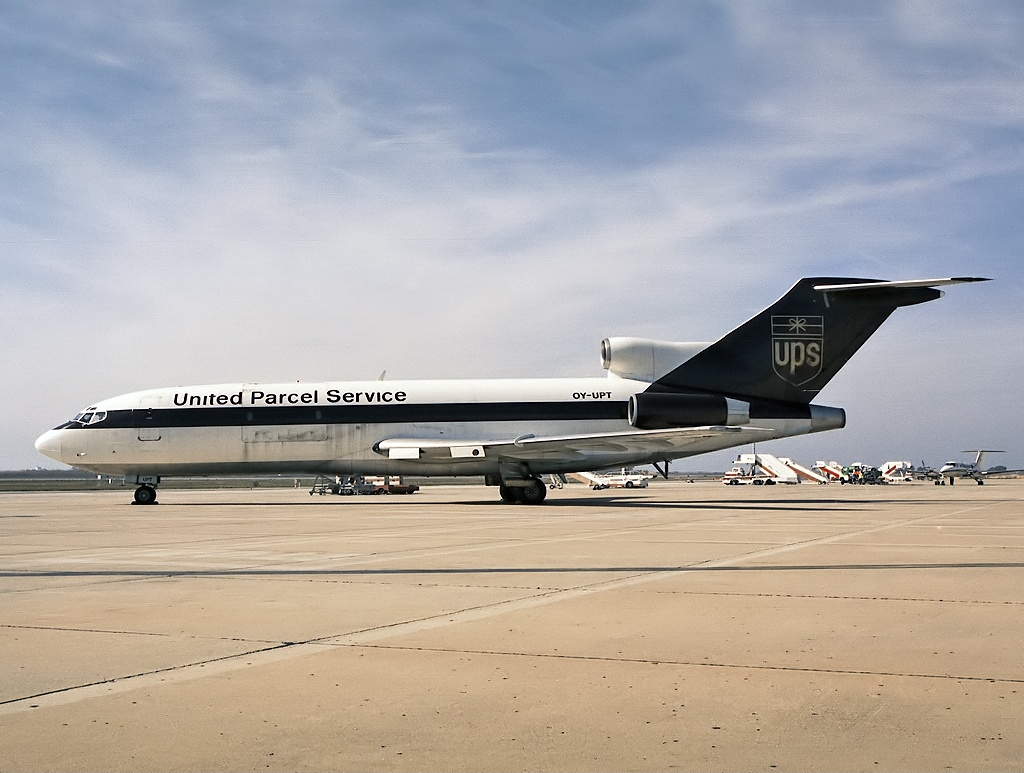
Uno dei Boeing 727 operati per la UPS.

Tre Fokker F-27-600 furono noleggiati e convertiti in versione "combi". Questi potevano essere convertiti dalla configurazione cargo a quella passeggeri in circa mezz'ora. Star Air originariamente aveva un mix di operazioni: voli charter aziendali, wet leasing ad altre compagnie aeree, voli charter domestici per Maersk Air e, infine, voli per conto di compagnie di trasporto merci, tra cui FedEx, TNT e UPS.
Nel 1990, la compagnia operava con quattro F-27 e aveva un fatturato di 66 milioni di corone danesi. Tuttavia, con l'aumento della concorrenza registrò una perdita di 10 milioni di corone danesi nel 1991. Per ridurre i costi, le operazioni furono trasferite a una nuova entità legale, Star Air I/S, poi affidata a Maersk Air. La mancanza di volumi di carico sufficienti fece sì che Star Air effettuasse anche voli passeggeri, su base di wet lease.
Nel 1991 UPS annunciò una gara per trovare un partner europeo. Non detenevano i diritti per effettuare voli intraeuropei e avevano bisogno di una compagnia aerea europea per far volare i servizi dall'hub dell'aeroporto di Colonia-Bonn. I due principali contendenti erano Star Air e Sterling Airways, un'altra compagnia aerea danese. Sterling aveva due vantaggi principali: gestiva già il Boeing 727 ed era approvata dalla Federal Aviation Administration. Quest'ultimo fatto avrebbe consentito loro di utilizzare aeromobili di proprietà di UPS e registrati negli Stati Uniti.
La Sterling cadde in difficoltà finanziarie nel 1993 e mesi prima che il contratto entrasse in vigore i suoi crediti furono tagliati. UPS si ritirò dall'accordo e si rivolse invece a Star Air. L'accordo venne firmato il 22 ottobre 1993, con l'inizio dei servizi dieci giorni dopo. Le persone che erano state impiegate da Sterling furono assunte da Star Air, dando loro accesso a piloti, ingegneri e amministratori. Il contratto iniziale prevedeva voli per Milano, Roma, Saragozza e Porto. Le operazioni furono gradualmente ampliate e presto la compagnia aerea ha operato quattro 727.
Lo stesso anno, Star Air avviò il processo di ritiro dei Fokker. Il calo dei prezzi per gli aerei cargo più piccoli rese questa parte dell'operazione non redditizia. Allo stesso tempo venne effettuata una più stretta integrazione con Maersk Air, in cui le due società ricevettero un'amministrazione, un centro operativo e una divisione di navigazione comuni. I Fokker F27 furono ritirati nel 1996 e da allora Star Air ha volato esclusivamente per UPS. Star Air realizzò un fatturato di 82 milioni di DKK nel 1997, salito a 159 milioni di DKK nel 2002.
Un totale di otto 727 entrarono in servizio con Star Air; sette erano della serie più grande -200 e uno, introdotto nel 1996, della serie più piccola -100. Due aerei entrarono in servizio nel 1993, un altro nel 1994, altri due nel 1996, uno nel 1997 e l'ultimo nel 2001.

### Sviluppi recenti
Nel 2001 e nel 2002 furono introdotti quattro Boeing 757-200 e il numero dei 727 è ridusse a quattro.
Dopo aver firmato un nuovo contratto con una durata fino al 2015, Star Air ha effettuato una sostituzione completa della flotta nel 2005 e nel 2006. Tutti i 727 e 757 sono stati dismessi e sono stati noleggiati undici Boeing 767-200. Ciò ha comportato un notevole aumento delle entrate, passando da 106 milioni di DKK nel 2004 a 653 milioni di DKK nel 2007. I profitti sono aumentati da 7 a 58 milioni di DKK. Maersk Air è stata venduta a Sterling Airlines nel 2005. Star Air è stata esclusa dall'accordo e ha invece costituito una filiale direttamente sotto il gruppo Maersk. Gli è stata anche affidata la responsabilità di gestire il jet aziendale del Gruppo Maersk, un Canadair Challenger 600. Star Air ha preso in consegna un Boeing 767-300 nel 2014.
L'azienda ha circa 200 dipendenti, la maggior parte dei quali a Colonia , hub europeo di UPS. Dal 2014 è stata introdotta una nuova livrea, poi applicata a tutti gli aeromobili della flotta.

## Flotta

### Flotta attuale
A luglio 2024 la flotta di Maersk Air Cargo è così composta:

### Flotta storica
Star Air operava in precedenza con:
- Boeing 727-100F[5]
- Boeing 727-200F
- Boeing 757-200F[9]
- Bombardier Challenger 604[13]
- Fokker F27-100

## Incidenti
- L'unico incidente con perdita dell'aereo di Star Air si è verificato il 26 maggio 1988. Il Fokker F-27 OY-APE, in rotta da Copenaghen a Billund, caricò le merci e proseguì verso l'aeroporto di Hannover. Il carico era stato distribuito in modo improprio tale da far diventare l'aereo pesante a poppa, nella parte posteriore. Sebbene il comandante fosse a conoscenza di questa situazione, non riferì l'informazione al primo ufficiale, che era il pilota ai comandi del velivolo. Pertanto, avendo i flap impostati in modo errato, questi non riuscì a stabilizzarsi per l'atterraggio. Quando il primo ufficiale iniziò una riattaccata, il carico si spostò e il muso dell'aereo si alzò, facendolo stallare e schiantare al suolo. Entrambi i piloti rimasero uccisi.[14]